# Oliver Mtukudzi

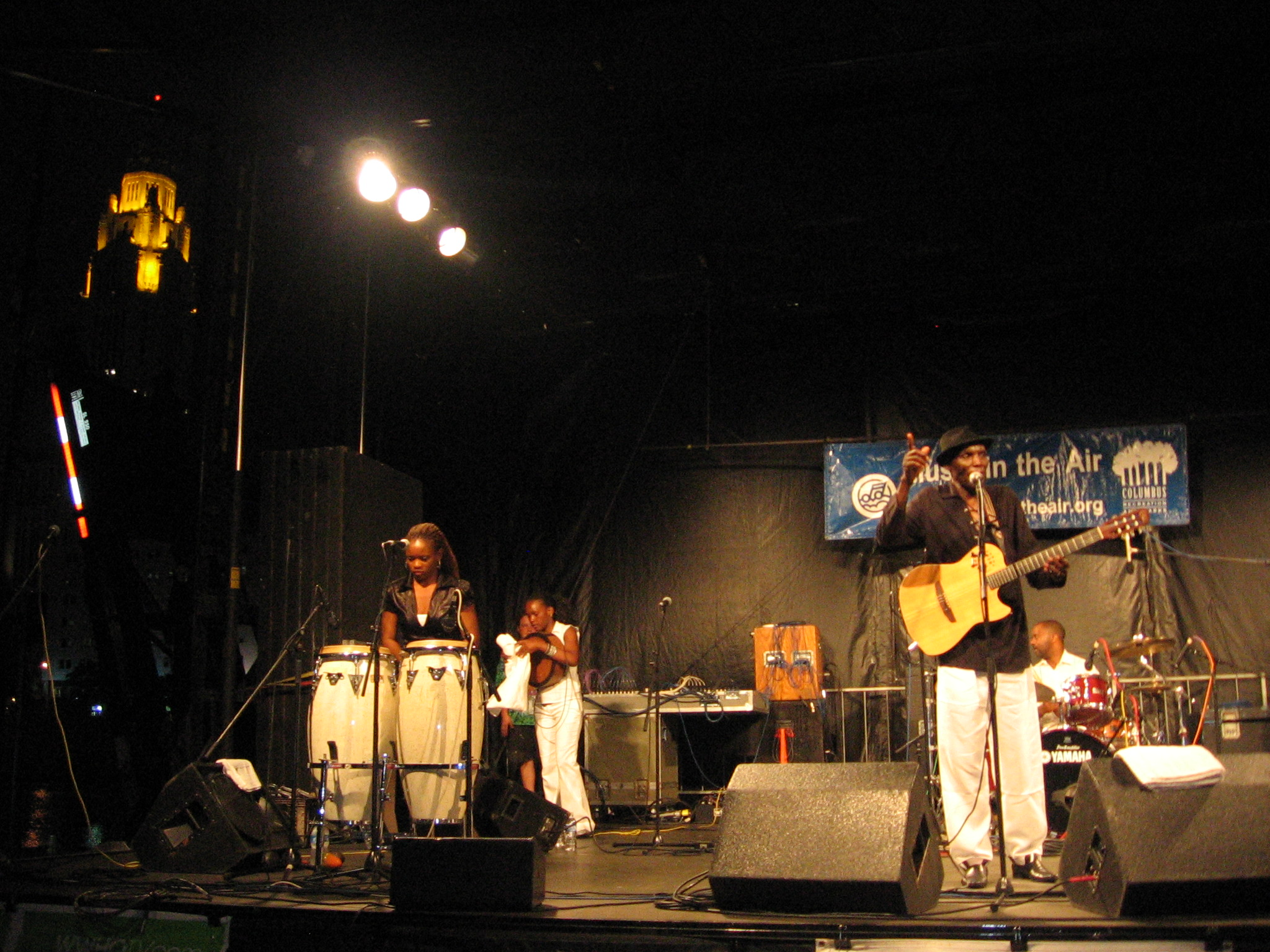
Mtukudzi met zijn band in 2008

Oliver (Tuku) Mtukudzi (Highfield (Harare), 22 september 1952 – aldaar, 23 januari 2019) was een Zimbabwaanse muzikant met een zeer lange en rijke staat van dienst in zijn land. 
Hij begon op te treden in 1977 toen hij in de Wagon Wheels speelde, een band waarin ook de Zimbabwaanse beroemdheid Thomas Mapfumo speelde.  Hun single, "Dzandimomotera," behaalde een gouden plaat en daarna volgde het eerste album van Tuku. 
Zijn zoon Sam Mtukudzi  (1988-2010)  was een veelbelovend muzikant.
- Biblioteca Nacional de España: XX5377132
- Bibliothèque nationale de France: cb13942069d (data)
- Gemeinsame Normdatei: 134736583
- International Standard Name Identifier: 0000 0003 8152 2216
- Library of Congress Control Number: no00017353
- MusicBrainz: 566fb0fe-cf3a-48d1-a4ea-e9e6aaf7236e
- Nationale Bibliotheek van Tsjechië: xx0066749
- Nederlandse Thesaurus van Auteursnamen: 353840408
- Virtual International Authority File: 261832847
- WorldCat: E39PBJhMm9PB87j3Wm3MxbCqQq